# Lizander
A Lizander a görög Lüszandrosz név latin Lysander alakjából származó férfinév, jelentése: megszabadít + férfi.  Női párja: Lizandra.

## Gyakorisága
Az 1990-es években szórványos név, a 2000-es években nem szerepel a 100 leggyakoribb férfinév között.

## Névnapok
- március 13.

## Híres Lizanderok
- Lüszandrosz spártai hadvezér